# Daša Grm
Daša Grm, slovenska umetnostna drsalka, * 18. april 1991, Celje.
Leta 2014 je bila slovenska državna prvakinja v umetnostnem drsanju, leta 2015 je zmagala na tekmovanju Hellmut Seibt Memorial. Na evropskih prvenstvih je najboljšo uvrstitev dosegla leta 2011 z 20. mestom, na svetovnih prvenstvih pa 18. mesto leta 2015.
Njen oče je trener smučarskih skokov. Ima dva brata, eden izmed njiju je tudi skakalec. Njen fant je tudi njen kondicijski trener. Zaključila je fakulteto za šport v Ljubljani, kjer je diplomirala. Ima največ osvojenih naslovov državne prvakinje med članicami. 